# Алуміне (озеро)
Алуміне́ (ісп. Aluminé) — озеро в провінції Неукен, Аргентина. Алуміне отримує воду, що витікає з озера Мокеуе.
Озеро розташоване біля підніжжя вулкана Батеа-Мауйда у долині, орієнтованій із заходу на схід. Належить до басейну річки Ріо-Негро, з якою сполучається річками Алуміне, Кольйон-Кура та Лімай.
На північному березі озера лежить містечко Вілья-Певенья, основою діяльності жителів якого є туризм. Озеро і навколишні ліси популярні у туристів. Водночас воно не входить до складу жодної природоохоронної зони, тому збереження місцевої природи залежить лише від власників землі.